# Азор (фильм)
Азор (рус. Хозяин) — первый художественный фильм на эрзянском языке, премьера которого состоялась в 2018 году. Режиссёром фильма выступил эрзянский композитор и певец Виктор Чичайкин (Бакич Видяй), автор сценария — солист группы «Торама» Александр Учеваткин.

## История
«Азор» является экранизацией легенды об эрзянских богатырях. Фильм снят на средства жертвователей из Саранска, Москвы, Санкт-Петербурга и других городов России и других стран. Бюджет картины составил 3 миллиона 750 тысяч рублей. Костюмы и реквизит предоставлен национальным театром Татарстана. Съемки проходили в Атяшевском, Ардатовском, Кочкуровском, Дубёнском районах Мордовии. В октябре 2017 года состоялся закрытый показ фильма, после чего авторы приступили к процедуре получения прокатного удостоверения Министерства культуры Российской Федерации. После внесения некоторых правок, создания русскоязычной версии фильма прокатное удостоверение было выдано 6 августа 2018 года.

## Сюжет
В 1237 году на землю, которую населяли эрзяне, пришли монголы. Главный герой, молодой парень Азор встретил в лесу монгольский отряд, но после неудачной попытки спрятаться оказывается в плену у пришельцев. Азор отказывается присоединиться к монгольской армии и в момент побега получает ранение стрелой монгольского лучника. Раненым он добирается до родной деревни, где становится свидетелем пожара и бесчинства налётчиков: убийств и грабежа местных жителей. Раненного Азора лечит местная знахарка. Поправившись, Азор выдвигается в путь на поиски эрзянского инязора (князя) Пургаза, который поручает ему задание. От его выполнения зависит спасение всего народа.

## Авторы
Режиссёром фильма выступил музыкант и композитор Виктор Чичайкин. Сценарий написал солист группы «Торама», кандидат филологических наук, директор общеобразовательной школы г. Саранск Александр Учеваткин. Для обоих работа над фильмом стала дебютом. Главную роль в фильме сыграл актёр Павел Михайлов. Остальные роли в картине сыграны непрофессиональными актёрами.

## В ролях
| Актёр               | Роль    |
| ------------------- | ------- |
| Павел Михайлов      | Азор    |
| Иван Бояркин        | Юртай   |
| Вячеслав Гагарин    | Пургаз  |
| Александр Маколов   | Кемай   |
| Геннадий Китайкин   | Арис    |
| Андрей Аверьянов    | Иневат  |
| Андрей Ладяшкин     | Кудаш   |
| Иван Волгушкин      | Кичай   |
| Евгений Трошкин     | Дорай   |
| Евгений Комкин      | Келемас |
| Александр Дюк       | Ушмай   |
| Александр Учеваткин | Вежай   |
| Раиса Водясова      | Кирдява |

## Премьера
Премьера состоялась в драматическом театре столицы Мордовии — Саранске 10 октября 2018 года. После этого фильм демонстрировался в Финляндии и Эстонии в оригинале — на эрзянском языке с титрами на финском и эстонском языках.

## Галерея

Кадры со съёмочной площадки
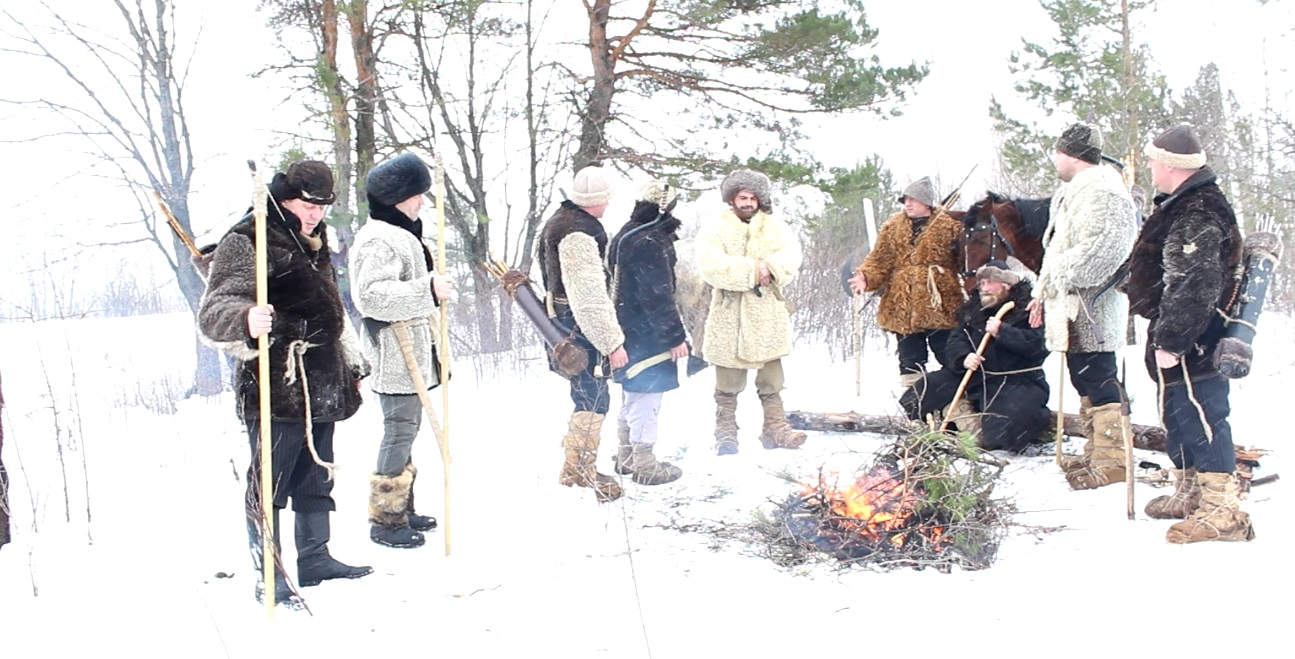
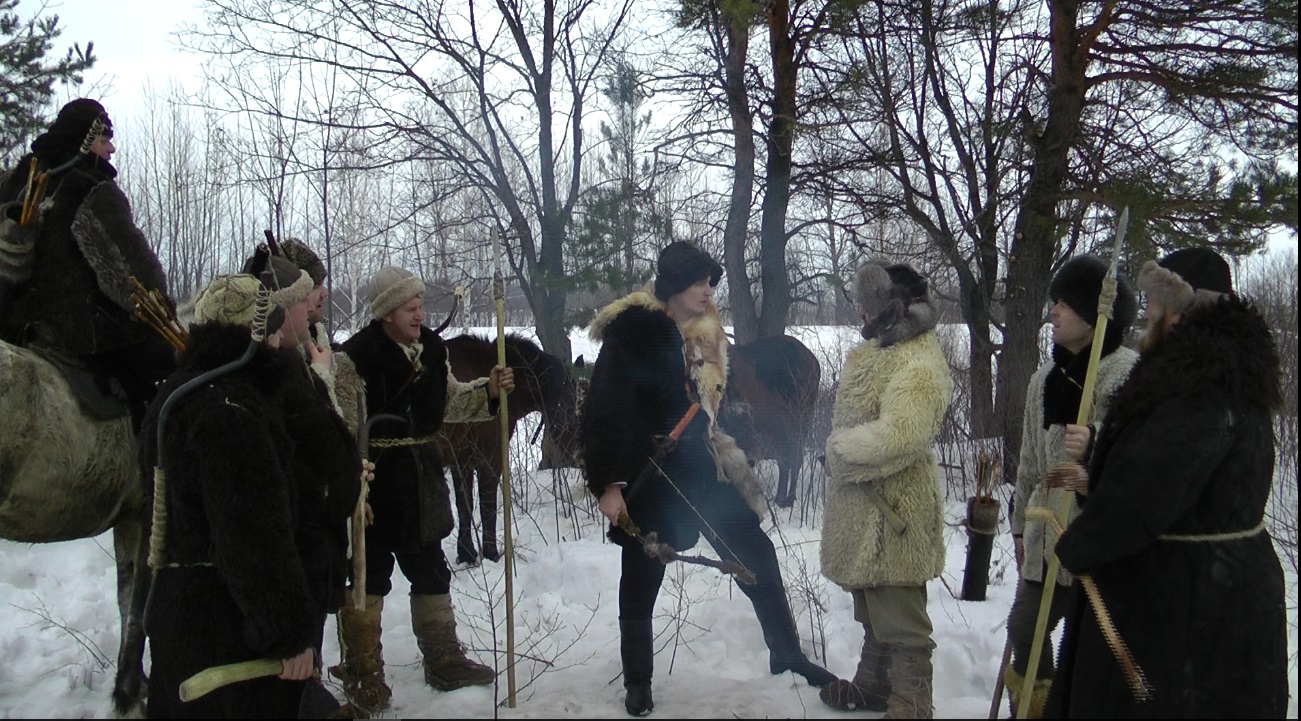
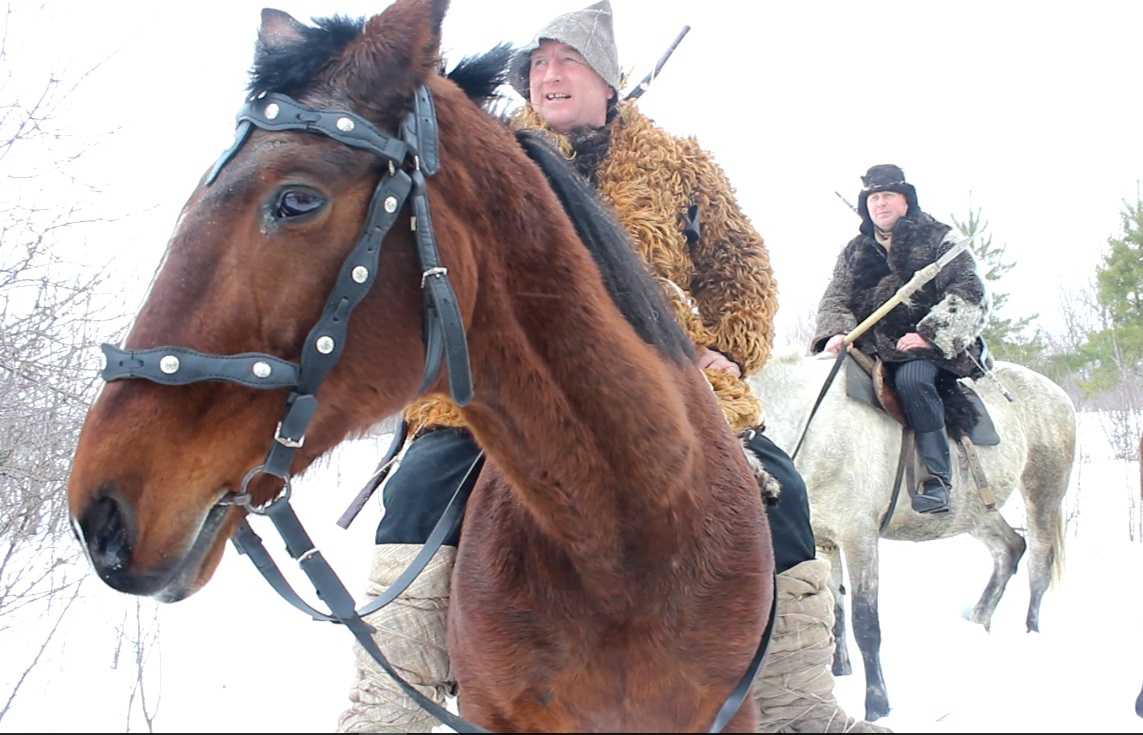
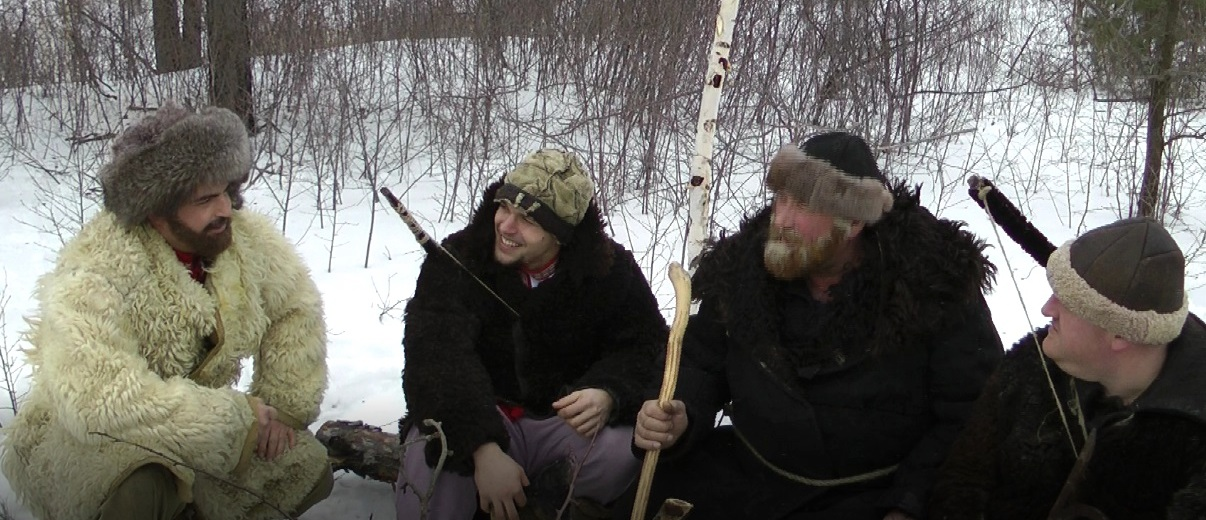